# Ardisia bawae
Ardisia bawae är en viveväxtart som beskrevs av C.L. Lundell. Ardisia bawae ingår i släktet Ardisia och familjen viveväxter. Inga underarter finns listade i Catalogue of Life.